# Caserma Bruno Tofano

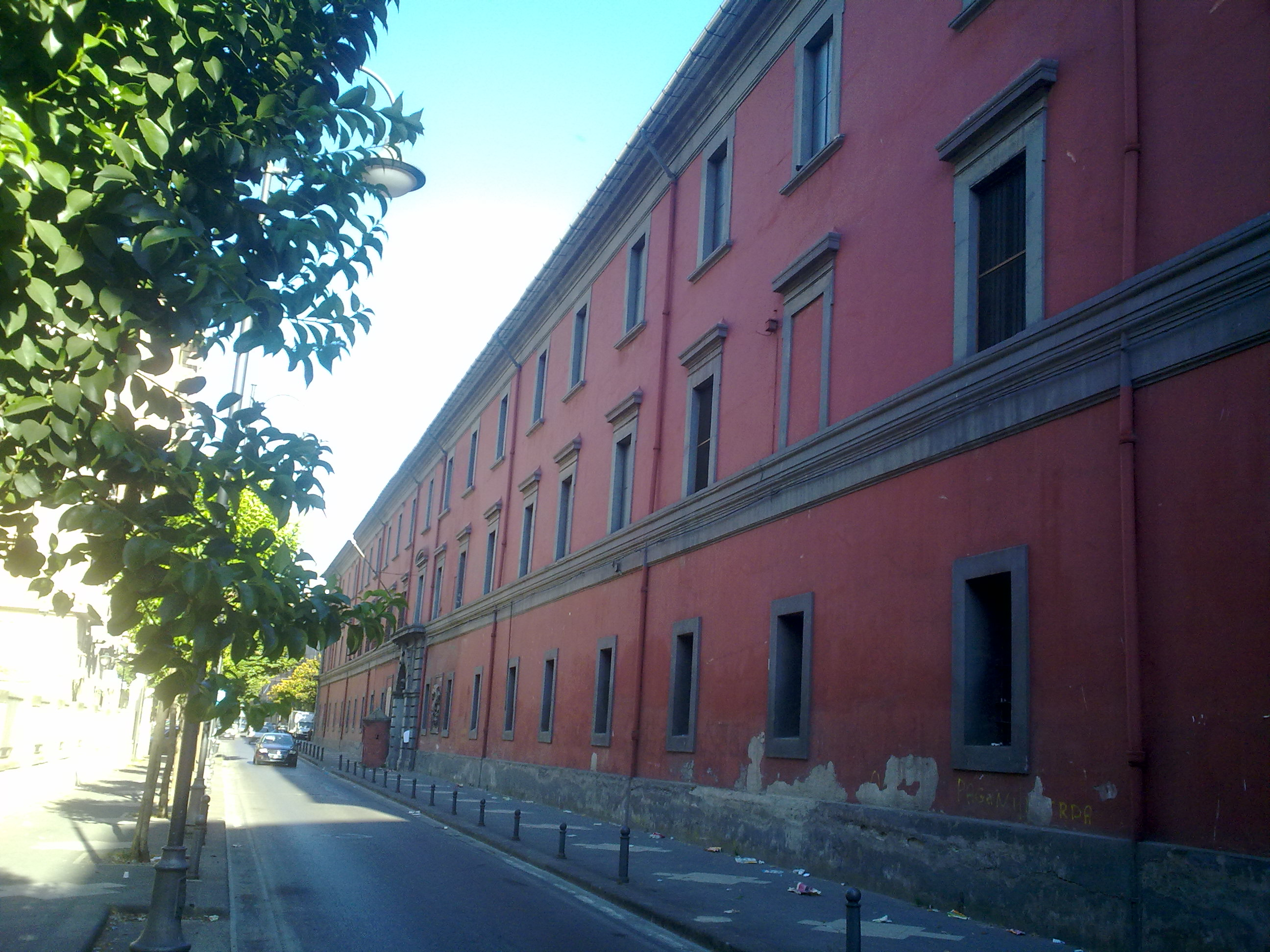
Prospetto della caserma

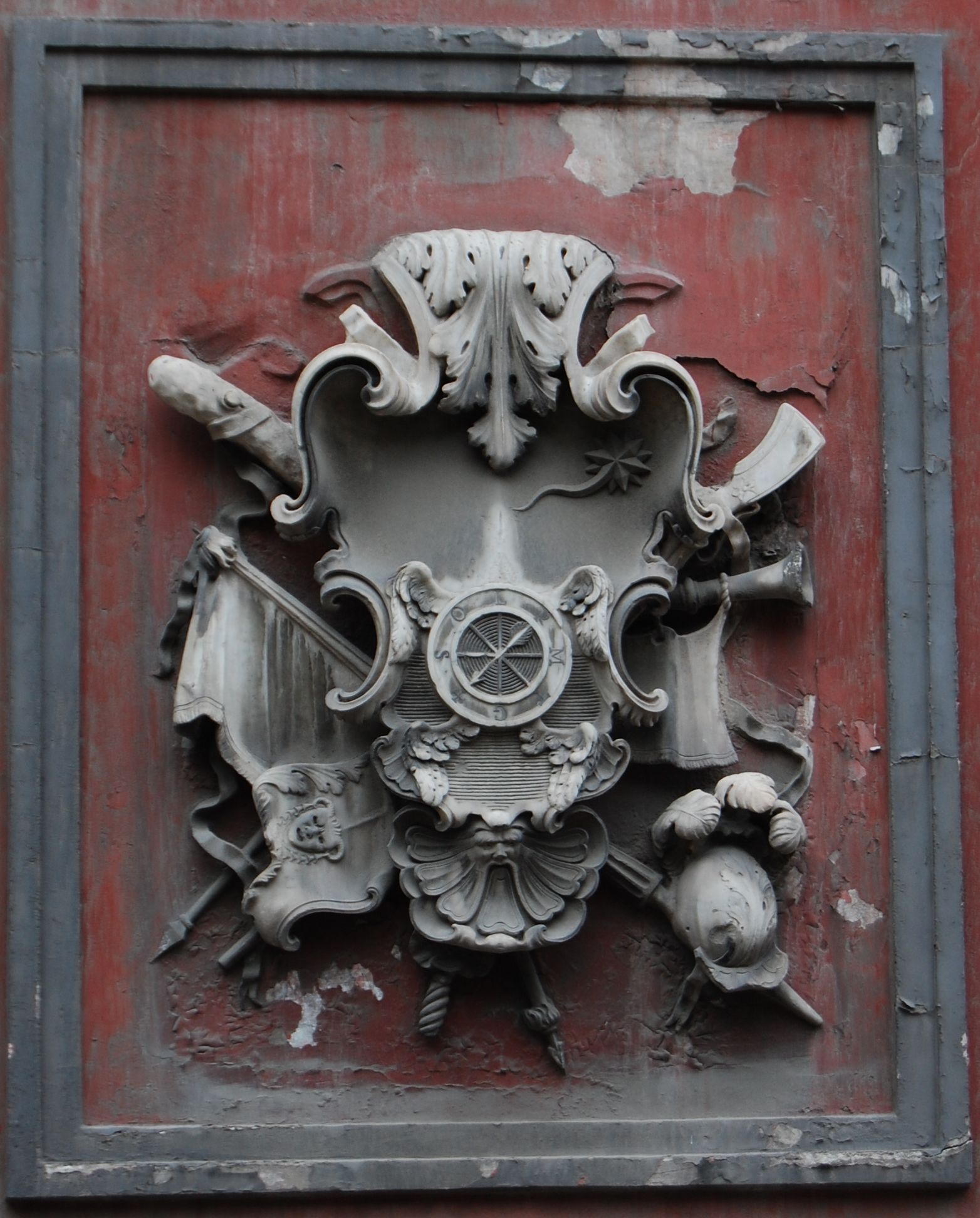
Stemma presente in facciata

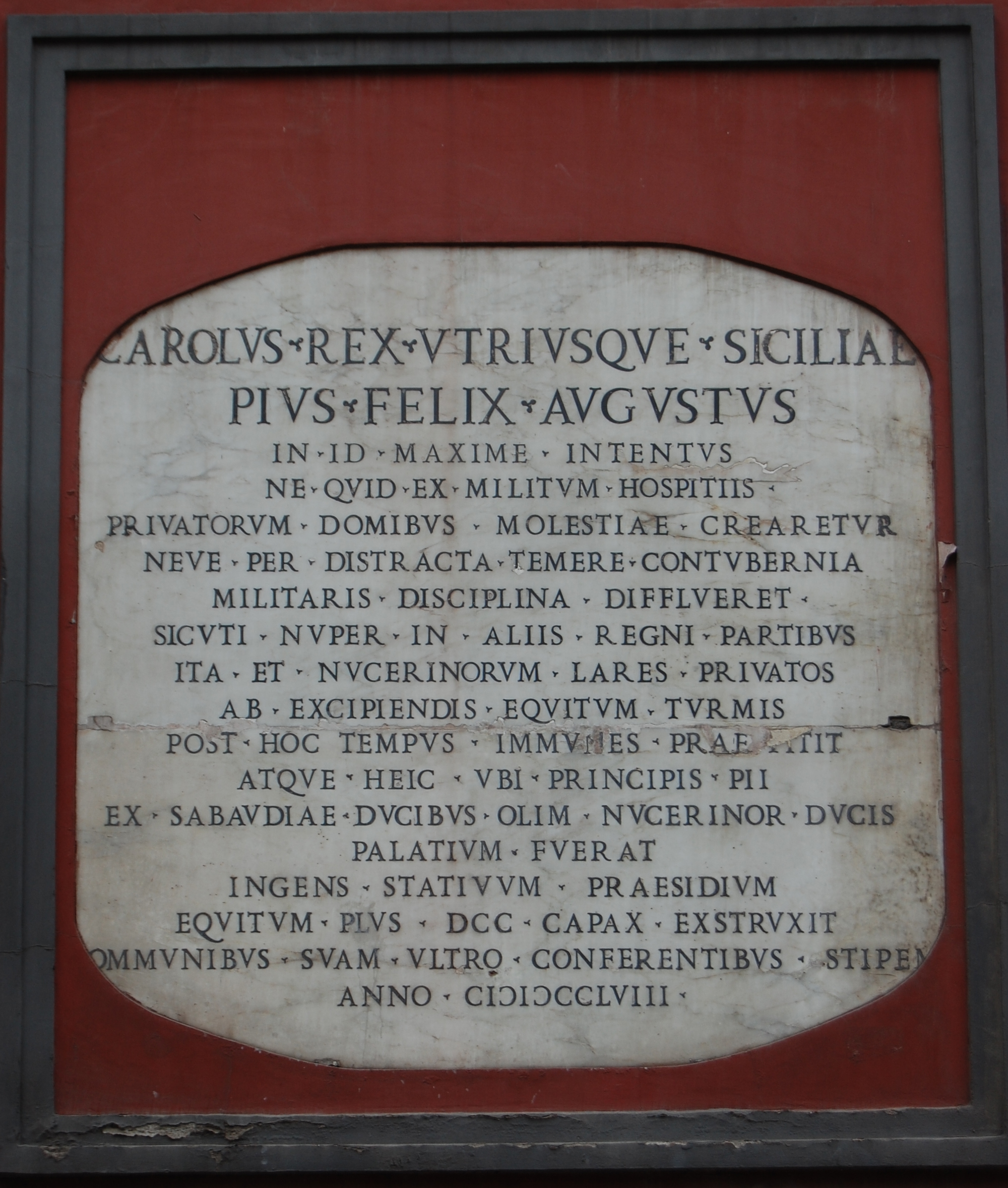
Epigrafe presente in facciata

La caserma Tofano (ex palazzo Ducale) è un edificio militare dismesso che si trova a Nocera Inferiore. È dedicata alla memoria del maggiore Bruno Tofano. In precedenza è stata intitolata al tenente generale Nicola Marselli.

## Storia
La struttura fu realizzata per volere del re di Napoli Carlo III, sul luogo dove sorgeva il palazzo ducale della città. Nel 1751 ciò che rimaneva della precedente struttura fu raso al suolo e il luogo fu trasformato in caserma di cavalleria. La realizzazione ebbe lo scopo di liberare i cittadini di Nocera dall'incombenza di dover ospitare i militari nelle proprie case.
L'imponente edificio rettangolare (circa 130 m per lato) sorge a ridosso dell'antico rione Borgo (attuale via Solimena).

## Il palazzo ducale
Nel 1521 Tiberio Carafa acquista Nocera dei Pagani per 50.000 ducati. Dopo un breve soggiorno nel castello, Ferdinando I Carafa, figlio del primo duca di Nocera decise di dotarsi di un vero palazzo, realizzandolo nel popoloso quartiere del Borgo, collocato lungo il versante meridionale della Collina di Sant'Andrea.

## La caserma Tofano
L'originaria denominazione del complesso militare era caserma Marselli.
L'edificio, noto anche come Gran Quartiere, occupa una superficie di 15.600 m² circa, di cui 8.000 m² scoperti e 7.600 m² coperti, che, considerati i tre livelli di cui è composto, ne portano la superficie coperta a circa 22.800 m². Rappresenta uno dei più grandi edifici militari d'Italia.
Il progetto fu affidato all'ingegnere militare Felice Romano, allievo del Vanvitelli, i lavori cominciarono il 23 settembre del 1751. La realizzazione fu affidata a Felice Polito e portata a termine nel 1758.
Carlo III di Borbone scelse di costruire l'edificio per i cavalleggeri a Nocera per la posizione strategica della città, allo sbocco tra i due principati (Ulteriore e Citeriore).
La denominazione Gran Quartiere sta a sottolineare anche le dimensioni urbanistiche dell'intervento che si evidenzia come una vera e propria "cittadella militare" che occupa un'intera insula del centro urbano di Nocera.
La caserma era completamente indipendente ed in grado di resistere per lunghi periodi ad un eventuale sforzo bellico anche se, come è noto, il periodo borbonico fu caratterizzato da un sostanziale periodo di pace.

### La struttura
La caserma è un'ampia costruzione su tre livelli di forma quadrata che reca al centro un ampio cortile o piazza d'armi.
I prospetti sono semplici, ordinati sul ritmo regolare dalla partitura delle alte finestre rettangolari e delle cornici, con ampi portali d'accesso.
La struttura interna, distribuita su tre livelli più la copertura a tetto, è fondata su una morfologia classica. Gli ambienti sono distribuiti sui lati esterni senza soluzione di continuità, con elementi di percorso sul lato interno alla piazza d'armi, coperti con volta a botte e a vela ribassata su quattro archi di sostegno aventi spessore pari alla muratura perimetrale.
Sul terrazzo si elevano quattro torri di scale.
Il "cortile grande" era attraversato in direzione est-ovest dal rio Saltera dei Corvi, che alimentava i quattro pozzi d'acqua potabile, con un complesso sistema di "saracinesche" che consentivano il riempimento delle cisterne o il deflusso delle acque nel fiume Sarno; oltre a questo corso d'acqua, i quattro lati della caserma erano attraversati da canali indipendenti per la raccolta e lo scolo delle acque luride.
Al pian terreno erano disposte le scuderie, capaci di ospitare in tempo di pace 658 cavalli. Gli ambienti hanno ospitato le infermerie veterinarie, le officine, la vivanderia, le prigioni semplici e di rigore, il corpo di guardia e le sale di scherma.
Il cortile esterno, nello spazio che va dall'attuale caserma al fiume, era destinato a maneggio e a sito per la ginnastica.
Il primo e il secondo piano erano destinati a dormitori per una capacità totale di 2560 uomini.
L'imponente edificio ha rappresentato la maggiore struttura del centro cittadino e nell'immaginario collettivo dei nocerini è noto come caserma Rossa a causa della colorazione delle mura.
In passato ha ospitato militari italiani ed a volte anche stranieri e insieme alla moderna Libroia (tuttora in uso) è stata una delle due caserme della città. Dismessa, per anni è stata al centro di un forte dibattito circa le sorti. E nel 2010 messo in vendita per una cifra di circa 60 milioni di euro.

## Progetti futuri
Dal 16 febbraio 2015 entra a far parte della gestione della Soprintendenza archeologica speciale di Pompei, Ercolano e Stabia con il fine di realizzarne un centro museale dei più grandi d'Italia. Nei 23000 metri quadri che offre la struttura verranno esposti i reperti degli scavi archeologici campani e principalmente di Pompei, Ercolano, Stabia e Nuceria Alfaterna (antica città greco-romana sulla quale sorgono oggi Nocera Superiore e Nocera Inferiore).